# 小林佐兵衛
小林 佐兵衛（こばやし さへえ、1829年（文政12年） - 1917年（大正6年）8月20日）は、日本の侠客。
大坂・堂島の質屋「明石屋」の長男として生まれ、北の赤万（明石屋万吉）との通称があった。

## 来歴
1830年（文政13年）に堂島中町船大工町の質屋、明石屋儀右衛門の養子九兵衛の長男として生まれる。幼名は万吉。父は明井釆女という幕臣であったが大坂へ隠密として送られ、理由は不明だが帰参せず、世話する人があり明石屋の養子となった。釆女は算盤の道には疎く遊び好きなためにやがて養家から離縁され、金貸しを営むが大火により宮家御用の提灯が燃やされ生業の道を失う。
1837年、万吉の一家は北野村に移る。1839年、万吉は平野町「茨木屋吉兵衛」へ丁稚奉公に出るが父が出奔。翌年、万吉は北野村の庄屋に人別より外れる勘当を願い出て家出としてもらう。母と妹を食わせるために9歳で賭場荒らしを始める。1845年、15歳でひとかどの親分になると堂島の米相場の売り方より頼まれ、公儀お買い上げ米を潰す仕事を引き受けた。奉行所より数日間拷問を加えられたが一切、白状をしなかった。1852年、堂島の米価を引き上げる仲買に殴り込み市場を崩落させた。
1863年、播州小野藩より十五人扶持足軽頭になるよう頼まれ、これを引き受ける。背景として公武合体派の一橋慶喜が摂海の警備を任され、諸藩も大坂の河川警護を幕府より命ぜられるなか、一万石の小野藩が堀川から尻無川河口までを警護するのは困難であり万吉の勢力を見込んだものとされる。
尻無川は伝安一家の縄張りであり、会津小鉄は万吉が伝安からシマを借りる見届け人となり会津の印である大瓢箪を二つに割り、万吉の一門は北瓢箪（中割北瓢箪）を印とした。小鉄は、自分の子分の中でもお気に入りで、後に関西屈指の大物となる小林兵吉（大瓢箪）が大阪で渡世をはる際には明石屋のいる北を避けさせ難波に一家を構えさせたとされる。「仁義なき戦い」や「最後の博徒」に名前が出てくる昭和の坂田吉宗（中政四代目）は小林兵吉の系譜にあたる。
1873年（明治6年）、消防請負制の導入にともない、当時の大阪府知事・渡邊昇の要請を受け、府内の消防における「北の大組頭取」に就任。自主的に火事の罹災者を自宅に保護するなどの活動にも取り組んでいた。
1882年（明治15年）からは、幕府から大阪府に移行した粉河町の「お救い所」の仕事に携わる。
1885年（明治18年）12月19日、堂島米相場などで築いた私財を投じて、小松原町に「小林授産場」を開設。浮浪者や生活困窮者に教育・職業訓練をおこない、社会復帰・自立を支援した。また、病人や身体障害者も収容した。創立時の収容人員は190人（男30人・女160人）という情報もある。
1892年（明治25年）2月12日、小林佐兵衛の子分で神戸の博徒を仕切っていた鷲田卯蔵が拳銃を用いて板垣退助の暗殺を謀るが、護衛役の旧因州鳥取藩士・佐藤歳造が板垣を身を挺して守ったため失敗している。
1909年（明治42年）の北の大火（天満焼け）では、当時79歳の佐兵衛が防火活動を率いて、大阪天満宮を火から守ったという。
1911年（明治44年）9月には、米相場の高騰で苦しむ人々のため、取引所へ乗り込んで相場を崩した。
晩年は、財産のほとんどを授産場の運営につぎ込んでしまい困窮したとも伝えられる。1912年（大正元年）12月17日、財団法人弘済会（大阪市立弘済院の前身）に授産場を売却して引退した。
1917年（大正6年）8月20日没（89歳）。墓所は大阪市設北霊園(長柄墓地)。
和歌山県高野山奥の院に墓所があり立派な銅像も存在したが、現存しない。
女婿の酒井栄蔵は二代目小林となったが愛国運動に奔走。ムッソリーニに心酔し会員10万を傘下におさめた大日本正義団を主催したが、義父からは絶縁されていたとされる。
後に、司馬遼太郎の小説『侠客万助珍談』と『俄 浪華遊侠伝』では、主人公のモデルとなった。また、宮尾登美子の小説『鬼龍院花子の生涯』では、最初の主人公の親分のモデルとなった。

## 興行など
茶屋町の凌雲閣近くに「小林遊園地」という庭園を築いた。ここでは近隣の学校の運動会も催されたという。
1887年（明治20年）のチャリネ大曲馬興行（サーカス）の、大阪における興行元を務めた。
大阪相撲興行においては、1878年（明治11年）に黒岩組（脱走力士の集団）と大阪相撲との和解に尽力。1898年（明治31年）には「頭取押尾川」を襲名し、大阪相撲のトップとなる総理に就いた。1901年（明治34年）には、授産場への資金援助を名目とする「寄付大相撲」をおこなった。

## 関連文献
- 司馬遼太郎 『俄 (上下) 』講談社文庫
- 船橋半三郎『小林佐兵衛伝（上下）』 小林佐兵衛米寿祝賀会 1917年
- 西尾祐吾「小林授産場の研究」『第一福祉大学紀要』第2巻、福岡医療福祉大学、2005年、85-100頁、NAID 110006459305。
- 酒井隆史『通天閣　新・日本資本主義発達史』青土社　2011年